# Битва при Абриті

Карта готських вторгень до римських територій у 250—251 рр.

Битва при Абриті або Битва при Форумі Теребронії — битва, що сталася влітку 251 року між Римською імперію на чолі з імператором Децієм та обєднанням готських і скіфських племен під командуванням готського короля Книви. Місце битви — містечко Абрит (Абритус) у римській провінції Нижня Мезія (сучасний Разград, Болгарія). Римська армія, що складалася з трьох легіонів, зазнала нищівної поразки, а римські імператори Децій та його син, Геренній Етруск, загинули в бою. Це був перший випадок смерті чинних римськими імператорів від рук зовнішнього ворога. Сучасними істориками ця битва розглядається як одна з найстрашніших поразок у римській історії.

Ця поразка мала катострофічні наслідки для Риму. Смерть обох імператорів призвела до ще більшої політичної нестабільності, виклаканої розпалом Кризи ІІІ століття, а втрата чималої частки римського війська спричинила багаторазові вторгнення та розграбування території імперії варварами впродовж наступних двох десятиліть. Одразу після битви легіонерами було проголошено нового імператора — ним став римський командувач Требоніан Галл. Він був змушений укласти дещо принизливу для Риму угоду, за якою готам і скіфам було дозволено повернутися додому зі своєю здобиччю та римськими полоненими. Варвари залишалися на римській території аж до 271 року, допоки не були розбиті на чолі з Книвою імператором Авреліаном.

## Битва
Хоча достеменний час битви невідомий, вона мала статится в червні, липні або серпні 251 р. Ця битва була однією з багатьох у серії конфліктів, що мала назву Скіфської війни ІІІ століття. Сили воюючих сторін невідомі, але різні джерела стверджують, що Книва розділив свої сили на три частини, причому одна з цих частин була прихована за болотом, що дозволяє зробити припущення щодо досвідченості Книви в тактичному плані та його добрих знань навколишньої місцевості. За Йорданом та Аврелієм Віктором, Геренній Етруск був убитий стрілою під час сутички перед битвою, але його батько, Децій, нібито промовив: «Нехай ніхто не сумує. Смерть одного солдата не є великою втратою для Республіки». За іншими даними, Гереннія було вбито разом із батьком.
Спочатку битва складалася на користь Деція, що здобув перевагу на передовій. Втім імператор припустився фатальної помилки, переслідуючи свого ворога до болота, в якому римське військо потрапило в облогу та було вщент розбито готськими лучниками. Децій помер посеред хаосу та паніки в римському війську, а їхні з сином тіла так і не були знайдені. Готами була захоплена скарбниця Деція, яка містила тонни золота та зброю, що згодом розповсюдилась багатьма готськими територіями

## Наслідки
Требоніан Галл, що був приголошений імператором після смерті Деція, під примусом домовився з готами про договір, який дозволив їм зберегти здобич і повернутися до своїх домів на іншому березі Дунаю. Цілком ймовірно, що він також погодився сплачувати в бік готів щорічну данину в обмін на їхню обіцянку утримуватися від вторгнень до римської території. Цей принизливий договір разом із епідемією чуми Кипріяна та загрозливою ситуацією на сході під час воєн з Сасанідами сприяли вкрай поганій репутації Требоніана з-поміж античних істориків.